# Рястас, Отто Юрьевич
Рястас Отто Юрьевич (эст. Otto Rästas, 5 марта 1890, Кехтна, Эстляндская губерния, Российская империя — 27 января 1938, Ленинград, СССР) — русский революционер, деятель революционного движения в Эстонии.

## Биография
Родился в крестьянской семье.

Члены Совета Эстляндской трудовой коммуны. Слева направо: Х. Пегельман, Я. Анвельт, О. Рястас, Й. Кясперт, М. Тракман, К. Мюльберг и А. Вальнер.

С 1907 года работал на фабрике в Ревеле. 
В 1912 году вступил в РСДРП(б). С 1913 года жил в Нарве, работал в редакции рабочей газеты «Киир» («Луч»). 
В 1914 году был арестован за распространение нелегальной антигосударственной литературы и отправлен в Екатеринослав, затем в Харьков, а в 1915 году — в Царицын.
После Февральской революции 1917 года избран членом исполкома Царицынского совета.
С мая 1917 года работал в Ревеле, был агитатором и пропагандистом, а затем членом штаба Красной гвардии.
В 1918 году, после начала войны за независимость Эстонии и завоевания Нарвы, был назначен комиссаром с особыми обязанностями, секретарем и председателем исполкома Выруского совета, а с февраля 1919 года членом Совета Эстлянской трудовой коммуны.
Находясь нелегально в Эстонии в 1920—1924 годах, участвовал в незаконной политической деятельности, был членом ЦК ЕЦБ. Один из организаторов попытки государственного переворота 1 декабря 1924 года.
В 1924—1926 годах — ответственный секретарь Секретариата коммунистических партий прибалтийских стран при Исполкоме Коминтерна, одновременно с 1924 — секретарь Эстонской секции ЦК ВКП(б), с 1928 — секретарь Эстонской секции Коминтерна, с 1935 — ответственный редактор эстонской газеты «Edasi» («Вперед»), издававшейся в Ленинграде.  Автор работ по истории эстонского рабочего движения.
Арестован 6 января 1938 года. Обвинялся в измене Родине (ст. 58-1а УК РСФСР). Осуждён 16 января 1938 года. Расстрелян 27 января 1938 года.
Старший брат, Юрий, слесарь-инструментальщик ленинградского завода «Электрик», также был расстрелян

## Память
Имя Отто Рястаса до 1992 года носил траулер, построенный в 1975 году на верфи Балтия в Клайпеде.